# Pierre-Dominique Cauneille
Pierre-Dominique Cauneille est un religieux et homme politique français né le 25 janvier 1747 à Marsa (Aude) et décédé le 14 juin 1834 à Campagnelos-les-Bains (Aude).
Curé de Belvis, il est député du clergé aux états généraux de 1789 pour la sénéchaussée de Limoux. Il se prononce contre les revendications du tiers état et refuse la vérification des pouvoirs en commun.

## Sources
- « Pierre-Dominique Cauneille », dans Adolphe Robert et Gaston Cougny, Dictionnaire des parlementaires français, Edgar Bourloton, 1889-1891 [détail de l’édition]